# Harry von Arnim (diplomat)

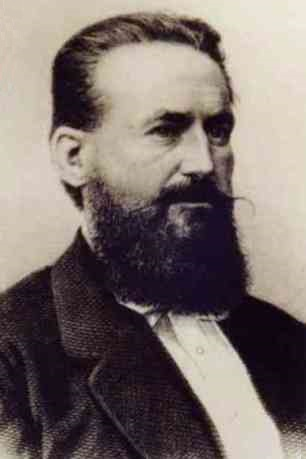
Harry von Arnim.

Harry (eller Heinrich) von Arnim, född 3 oktober 1824, död 19 maj 1881, var en preussisk greve och diplomat.
Han blev 1864 preussiskt och 1866 nordtyskt sändebud hos påven, och understödde under vatikankonsiliet de tyska biskoparnas motstånd mot ofelbarhetsdogmen. von Arnim deltog förtjänstfullt i fredsunderhandlingarna i Versailles 1871 och blev 1872 tyskt sändebud i Paris. Han motarbetade emellertid Bismarcks politik, avskedades 1874, då han vägrade att utlämna vissa statspapper ur beskickningen i Pars arkiv, och dömdes till 9 månaders fängelse. Från Schweiz, dit von Arnim flytt, angrep han i Reichsglocke och i den lilla skriften Pro nihilo Bismarcks politik och dömdes här för in contumaciam till 5 års tukthus.